# 宮田站
宮田站（日语：／ Miyada eki */?）是位於日本長野縣上伊那郡宮田村的東海旅客鐵道（JR東海）飯田線車站。為宮田村唯一一座鐵路車站。

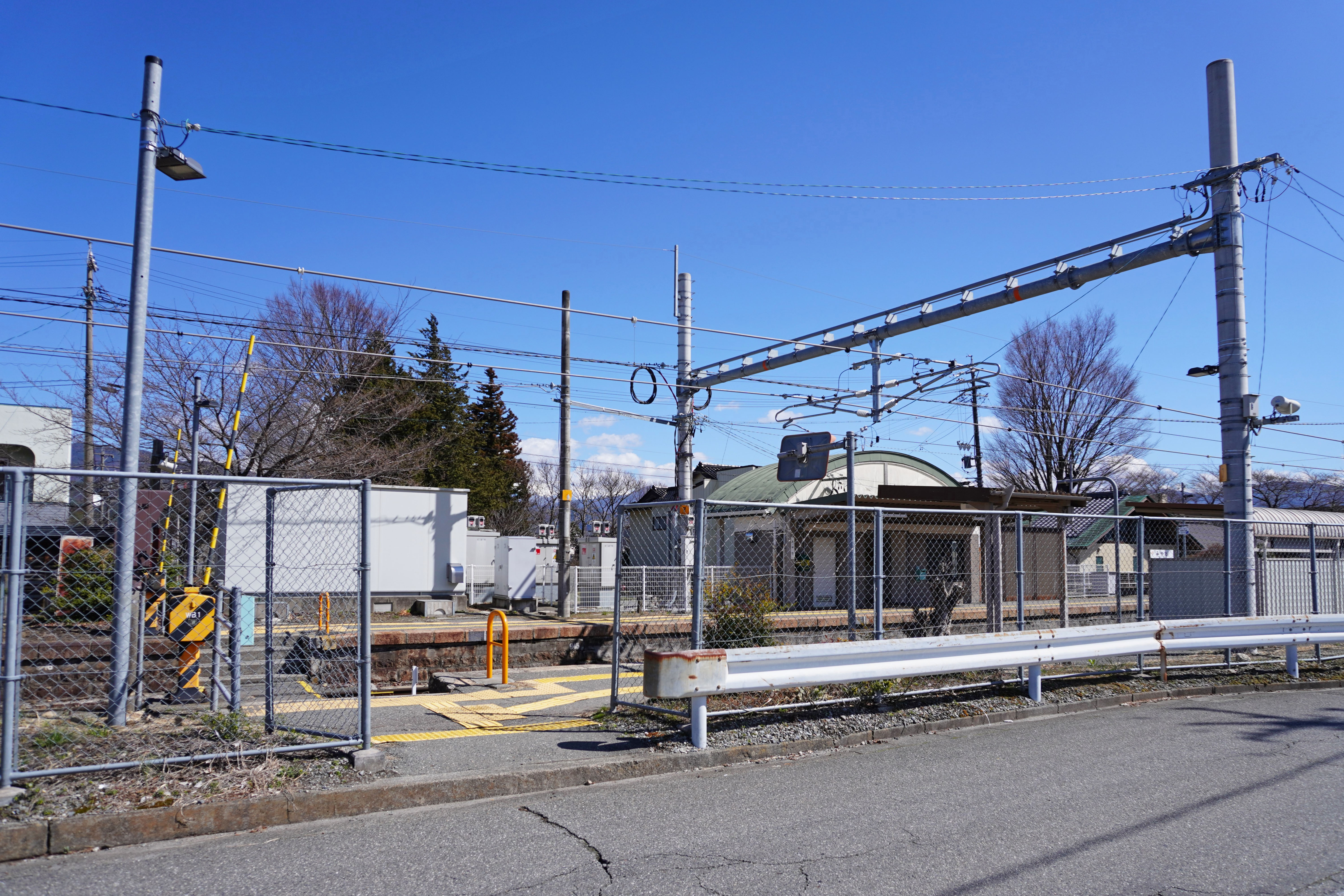
西口(2023年3月)

## 車站構造
- 相對月台，2面2線，可以列車交會
- 地上車站。
- 由伊那市站管理的無人站。

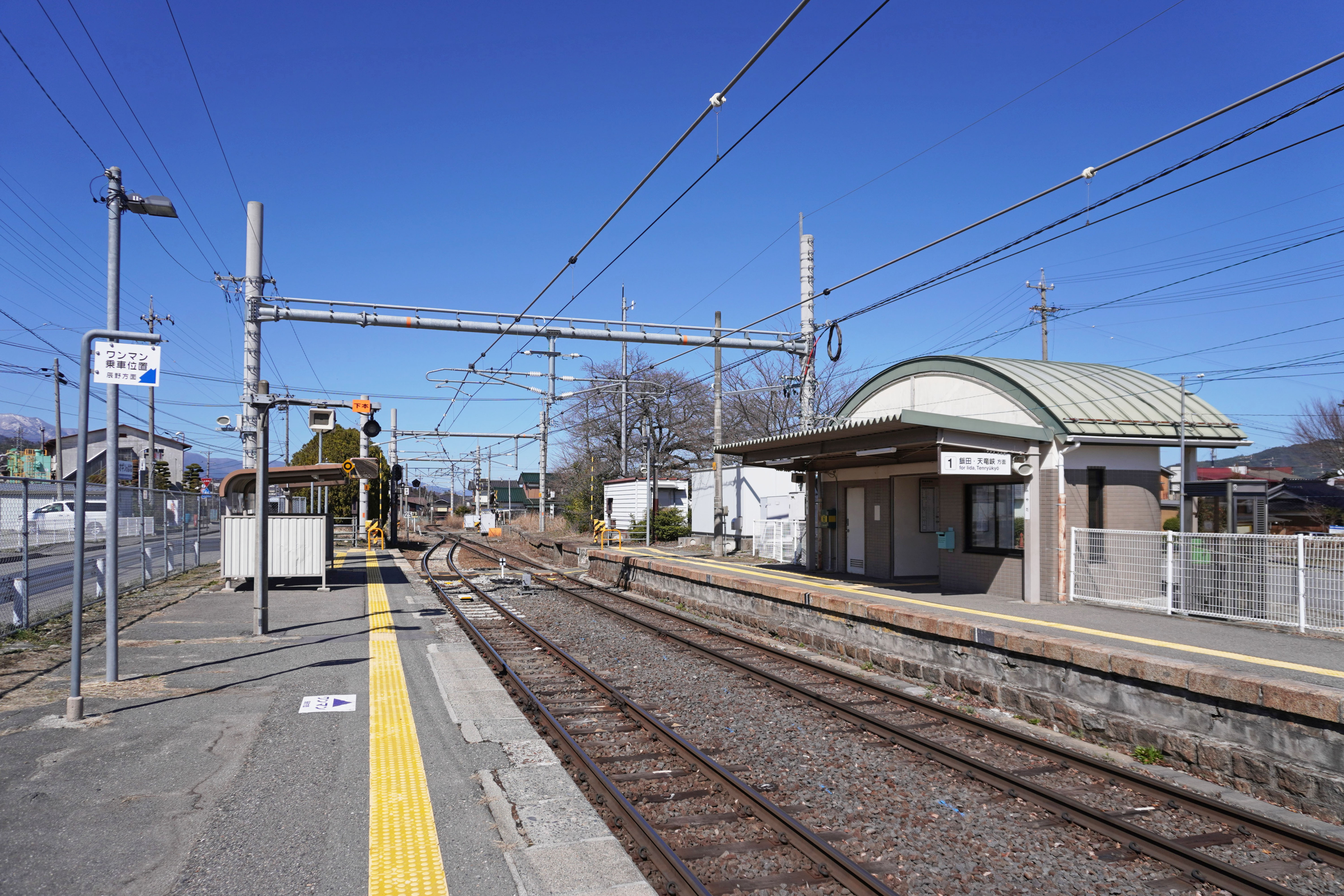
月台(2023年3月)

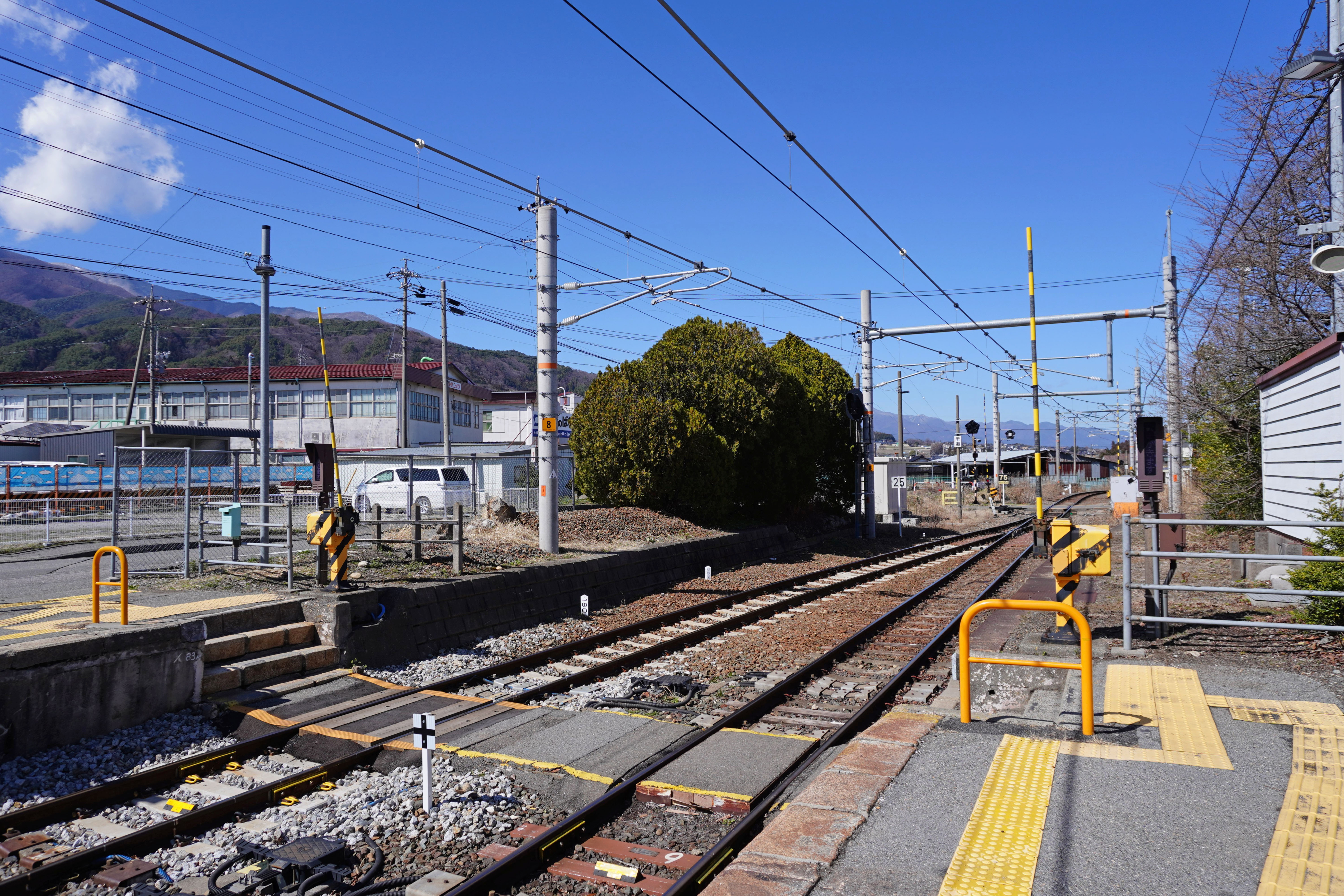
平交道(2023年3月)

- 站舍在上行月台，向赤木站方向的月台端有平交道。

### 月台配置
| 月台 | 路線   | 方向 | 目的地           |
| ---- | ------ | ---- | ---------------- |
| 1    | 飯田線 | 上行 | 飯田、天龍峽方向 |
| 2    | 飯田線 | 下行 | 辰野方向         |

## 車站周邊
車站前有的士站。
- 宮田村市政廳
- 宮田村小學
- 宮田村中學
- 國道153號

## 历史
- 1913年（大正2年）12月27日 - 伊那電車軌道（1919年改名為伊那電氣鐵道）宮田站至伊那町（現在的伊那市）延伸段啟用，新設宮田站（みやたえき），終點站。
- 1914年（大正3年）10月31日 - 伊那電車軌道線延長至赤穗站（現在的駒根站），車站變成中途站。
- 1943年（昭和18年）8月1日 - 伊那電氣鐵道線國有化，成為國鐵飯田線車站。
- 1956年（昭和31年）12月15日 - 車站的平假名改為「みやだえき」。
- 1967年（昭和42年）10月1日 - 行李和貨物起卸服裝停止，只有旅客服務。
- 1983年（昭和58年）2月24日 - 開始業務委託。
- 1985年（昭和60年）4月1日 - 終止業務委託，車站成為無人站。
- 1987年（昭和62年）4月1日 - 因國鐵分割民營化，本站成為東海旅客鐵道的車站。

## 相鄰車站
東海旅客鐵道
 飯田線
■快速（包括「水篶」）
駒根－（一部分停靠大田切）－宮田－（一部分停靠赤木）－澤渡
■普通
大田切－宮田－赤木